# Alexander Riscan
Alexander Riscan, auch Alexandr Riscan (* 5. August 1989) ist ein moldauischer Boxer.

## Karriere
Der 1,63 m große Rechtsausleger studierte Wirtschaft und Recht in Tiraspol. 

### National
Alexander Riscan wurde 2007 Moldauischer Juniorenmeister und auch Meister bei den Erwachsenen im Halbfliegengewicht. Von 2008 bis 2016 wurde er neun Mal in Folge Moldauischer Meister im Fliegengewicht.

### Europa
2004 gewann er die Schüler-Europameisterschaften in Ungarn (bis 43 kg) und erreichte das Viertelfinale bei den Kadetten-Europameisterschaften in Russland. 2005 gewann er die Silbermedaille bei den Kadetten-Europameisterschaften in Ungarn (bis 46 kg) und 2007 eine Bronzemedaille im Halbfliegengewicht bei den Junioren-Europameisterschaften in Serbien. 
Bei den Europameisterschaften 2008 in England und den Europameisterschaften 2011 in der Türkei gewann er jeweils eine Bronzemedaille im Fliegengewicht, nachdem er in den Halbfinalkämpfen gegen Salomo N’tuve bzw. Andrew Selby ausgeschieden war. 2010 in Russland unterlag er im Achtelfinale gegen Vincenzo Picardi, 2013 in Belarus ebenfalls im Achtelfinale gegen Sergei Loban.
2014 gewann er im Fliegengewicht die EU-Meisterschaften in Bulgarien durch Siege gegen Jack Bateson, Kelvin de la Nieve und Elie Konki. Bei den Europameisterschaften 2015 in Bulgarien und den Europaspielen 2015 in Aserbaidschan verlor er jeweils im ersten Kampf gegen Muhammad Ali.

### International
Alexander Riscan war Achtelfinalist der Kadetten-Weltmeisterschaften 2006 in der Türkei und Bronzemedaillengewinner der Universitäts-Weltmeisterschaften 2008 in Russland (Fliegengewicht). Bei der europäischen Olympiaqualifikation 2008 in Italien und Griechenland verlor er gegen Paul Butler und Veli Mumin.
Bei den Weltmeisterschaften 2009 in Italien schied er im ersten Kampf gegen Yampier Hernández und bei den Universitäts-Weltmeisterschaften 2010 in der Mongolei im Viertelfinale gegen Njambajaryn Tögstsogt aus. Bei den Weltmeisterschaften 2011 in Aserbaidschan verlor er gegen Michael Conlan und bei den Weltmeisterschaften 2013 in Kasachstan im zweiten Kampf gegen Asat Usenalijew. Bei der europäischen Olympiaqualifikation 2012 in der Türkei war er im Achtelfinale gegen Nordine Oubaali gescheitert.
Bei der Sommer-Universiade 2013 in Russland schied er erst im Halbfinale gegen Michail Alojan aus und gewann somit eine Bronzemedaille im Fliegengewicht. 2016 schied er bei der europäischen Olympiaqualifikation in der Türkei im Achtelfinale gegen Daniel Assenow aus. Bei der weltweiten Qualifikation in Aserbaidschan verlor er in der zweiten Vorrunde gegen Elie Konki.

### World Series of Boxing
Riscan boxte von 2011 bis 2013 für die Teams Ukraine Otamans und Paris United in der World Series of Boxing (WSB).